# 버머
버머(Bumer)는 러시아 연방에서 제작된 페트르 부슬로프 감독의 2003년 범죄, 드라마 영화이다. 블라디미르 브도비첸코프 등이 주연으로 출연하였다.

## 출연

### 주연
- 블라디미르 브도비첸코프
- 안드레이 메르즈리킨

### 조연
- 페트르 부슬로프
- 키릴 벨레비치
- 마크심 코노발로브